# ふせえり
ふせ えり（1962年9月22日 - ）は、日本の女優、コメディエンヌ。旧芸名・本名、布施 絵理（読み同じ）。
神奈川県横浜市出身（以前は東京都大田区出身と表記されていた）。株式会社Fineland所属。夫は映画監督、演出家の三木聡。一女がいる。2022年4月までプロダクション人力舎に所属していた。

## 出演

### バラエティ番組
- THE NEXT 金曜ロードショー（日本テレビ：「映画楽園 〜シネパラ〜」番組内コーナー） 
  - 後松一枝（日本正しい映画の見方を教える市民の会・代表）名義で、中ピ連を真似たピンク色のヘルメット姿で出演していた。
- ディープ・キッチュ（1992年、関西テレビ）
- 名曲探偵アマデウス（2009年） - 四角四面子

### 教養番組
- 額縁をくぐって物語の中へ（2011年、NHK BSプレミアム）

### テレビドラマ

#### NHK
- コンカツ・リカツ（2009年） - 金子いずみ
- 連続テレビ小説
  - ゲゲゲの女房（2010年） - 女医
  - まれ（2015年） - 寺岡久美
  - とと姉ちゃん（2016年） - 小山内節子
  - 半分、青い。（2018年） - まさこ
  - ブギウギ（2023年） - 小村チズ[5]
- 55歳からのハローライフ（2014年） - 三好
- 立花登青春手控え 第5回（2016年、BSプレミアム） - とよ
- 定年女子（2017年、NHK BSプレミアム） - 芳恵
- 全力失踪（2017年、NHK BSプレミアム） - オーナーの女
- 悲熊2 第4話（2021年12月20日、NHK総合） - 吉田さん[6][7]
- カナカナ（2022年） - 智
- 我らがパラダイス（2023年、NHK BSプレミアム・BS4K）[8]
- 育休刑事 第4話（2023年、NHK総合・NHK BS4K） - 大内田克子
- 漫画家イエナガの複雑社会を超定義 第45話（2023年、NHK総合） - 大島永遠子[9]

#### 日本テレビ
- 太陽にほえろ! 第501回「ある巡査の死」（1982年3月26日） - 銀行員（人質）
- 恋のバカンス（1997年）
- 正義の味方（2008年） - 野上仁美
- 悪夢ちゃん（2012年） - 沢口雅美
- 戦力外捜査官（2014年） - 三田山雅代
- 金田一少年の事件簿N(neo)（2014年） - 菊川早苗
- ラブリラン（2018年） - 泉智子[10]
- 正しいロックバンドの作り方 第5話（2020年） - 赤川麦子[11]
- それってパクリじゃないですか? 第7話（2023年） - 青山理恵

#### TBS
- 温泉へ行こう（1999 - 2004年） - 新藤芳美
- 昔の男（2001年） - 宮本容子
- 嫌われ松子の一生（2006年） - 牧野みどり
- きらきら研修医（2007年） - 甲山留美子
- 弁護士のくず（2007年） - 亀有房子
- 肩ごしの恋人（2007年） - 橘律子
- ナツコイ（2008年） - 深沢美智子
- ハンチョウ〜神南署安積班〜（2009年） - 上野勝江
- 小公女セイラ（2009年） - パン屋の女主人
- 99年の愛〜JAPANESE AMERICANS〜（2010年） - 平松ふさ
- 運命の人（2012年） - 枝川清美
- ブラックボード〜時代と戦った教師たち〜（2012年） - 宇佐美牧子
- 浪花少年探偵団（2012年） - 筒井美智代
- 変身インタビュアーの憂鬱（2013年） - 櫻井野薔薇
- S -最後の警官-（2014年） - 藤堂静江
- Dr.DMAT（2014年） - 岸本薫子
- 月曜ドラマスペシャル
  - 「浅見光彦シリーズ」（2000年） - 篠原愛子
- 月曜ゴールデン
  - 「検察事務官 黒ユリ」（2016年） - 吉田麻美
- 月曜名作劇場
  - 「あんみつ検事の捜査ファイル」（2016年） - 安斉みつ子
  - 「新・浅見光彦シリーズ5」（2019年） - 新藤芳美 役

#### フジテレビ
- 教師びんびん物語II 第1回「帰ってきた龍之介」（1989年）
- 東映不思議コメディーシリーズ
  - 美少女仮面ポワトリン（1990年） - 新井家の幽霊
  - 有言実行三姉妹シュシュトリアン（1993年） - 怪猫猫姫
- 噺家カミサン繁盛記（1991年） - ホステス
- 幸福の予感（1996年）
- こいまち（1999年） - 山田緑
- ナースのお仕事（2000 - 2002年） - 工藤幸子
- 怪談百物語（2002年） - おゆら
- 演技者。（2003年） - 春子おばさん
- 海峡を渡るバイオリン（2004年） - 看護婦
- エンジン（2005年） - 田口佳代
- 翼の折れた天使たち（2006年）
- 風のガーデン（2008年） - 佐伯智美
- 松本清張生誕100年記念作品・駅路（2009年） - 瀬戸口道江
- スクール!!（2011年） - 村上美香子
- GTO（2012年） - 山王丸浩子
- 幽かな彼女（2013年） - 後藤田法子
- よろず占い処 陰陽屋へようこそ（2013年） - 駒形千鶴
- 癒し屋キリコの約束（2015年） - 矢島昌子
- ほんとにあった怖い話 「奇々怪々女子寮」（2015年） - 堂場通子
- 5→9〜私に恋したお坊さん〜（2015年）
- 金曜プレステージ
  - 「検事・霞夕子」（2011年）
- 金曜プレミアム
  - 「松本清張スペシャル・一年半待て」（2016年）
- 健康で文化的な最低限度の生活 （2018年、関西テレビ） - 義経道子 役
- やんごとなき一族 第5話・第6話・第9話（2022年） - 香川和枝 役
- おいハンサム!! 第7話・最終話（2022年2月19日・26日、東海テレビ） - 橋本 役
  - おいハンサム!!2（2024年4月6日 - 5月25日）
- イップス 第6話（2024年5月17日） - 花山 役[12]
- ほんとにあった怖い話 25周年スペシャル「真夜中のチャイム」（2024年8月17日） - 向井幸代 役[13]

#### テレビ朝日
- 新・女捜査官 第11話「連続レイプ魔を脅すトルコ嬢」（1983年）
- ビバ!山田バーバラ（2006年） - 大場三代 役
- 時効警察（2006年） - 又来警部補 役
  - 帰ってきた時効警察（2007年）
  - 時効警察はじめました（2019年）
- 歓喜の歌 (落語)（2008年） - 藤原理恵 役
- メイド刑事（2009年） - NIKKO 役
- 土曜ワイド劇場
  - 「検事・朝日奈耀子」（2009年） - 川村早紀 役
  - 「司法教官・穂高美子」（2012年） - 鈴木千代子 役
- 熱海の捜査官（2010年） - 桂東光子 役
- お天気お姉さん（2013年） - マキ 役
- 警視庁捜査一課9係 season9（2014年） - 磯辺珠代 役
- 民王スピンオフ〜恋する総裁選〜（2016年4月22日、テレビ朝日） - 高宮千鶴  役
- 警視庁・捜査一課長 season2（2017年） - 菊池和美 役
- 家政夫のミタゾノ第３シリーズ 第6話（2019年5月24日） - 丸山雅子 役
- 刑事ゼロ スペシャル（2019年9月15日） - 中路明子 役
- 相棒 season23 第3話（2024年10月30日） - 岸みどり 役
- フォレスト（2025年1月12日 - 3月2日、テレビ朝日） - 水原孝子 役[14]

#### テレビ東京
- キューティーハニー THE LIVE（2007 - 2008年） - 田中弘美
- マジすか学園シリーズ（2010年 - 2011年） - 野島百合子 役
- 孤独のグルメ Season4 第1話（2014年7月9日） - みゆき食堂店員1 役
- 徳山大五郎を誰が殺したか?（2016年） - 徳山大五郎の妻
- 忘却のサチコ（2018年1月2日） - 佐々木和代 役[15]
- 執事 西園寺の名推理（2018年） - 植村渚
- 警視庁ゼロ係（2018年） - 米倉早苗
- びしょ濡れ探偵 水野羽衣（2019年） - 水野和江、ナレーション
- 警視庁強行犯係・樋口顕（2021年） - 平野千津子
- ザ・タクシー飯店 第2話（2022年） - 水沼美香子
- 五十嵐夫妻は偽装他人（2025年） - 五十嵐沙奈江
- 風のふく島 第5話（2025年2月8日） - 女性警官 役[16]

#### WOWOW
- 蛇のひと（2010年） - 柴田（河井）のりこ
- 文豪少年!〜ジャニーズJr.で名作を読み解いた〜（2021年）[17]
- 連続ドラマW 事件（2023年） - 坪田真紀子 役[18]

#### BS松竹東急
- めんつゆひとり飯（2023年） - 屋良内南藻 役[19]
  - めんつゆひとり飯2（2024年）[20]

### Webドラマ
- 会社は学校じゃねぇんだよ（2018年、AbemaTV） - 軍田編集長
- ハケンの珍客（2020年6月17日 - 、Hulu） - 五輪薫 役
- 雨に叫べば（2021年12月16日、Amazonプライムビデオ） - 北山知子 役
- 新聞記者（2022年1月13日配信、Netflix） - 熊谷ますみ 役
- あなたに聴かせたい歌があるんだ 第2話（2022年5月20日配信、Hulu） - ゆかの母 役[21]

### 映画
- 3-4X10月（1990年） - 美貴
- 友子の場合（1996年） - 田村真知子
- 大安に仏滅!?（1998年） - ウエイトレス
- 新生 トイレの花子さん（1998年） - 養護教諭
- まぬけの殻（2000年） - 手相占いをしてもらう女
- トリック劇場版（2002年） - 編集者・服部
- 花とアリス（2004年） - 楠木れんこ
- 亀は意外と速く泳ぐ（2005年） - クギタニエツコ
- イン・ザ・プール（2005年） - 編集長
- タイヨウのうた（2006年） - 藤代孝治の母
- ダメジン（2006年） - カズエ
- 悪夢探偵（2007年） - 肥枝田の妻
- 図鑑に載ってない虫（2007年） - 角刈りのチンピラ・チョロリ
- Mayu -ココロの星-（2007年）
- 転々（2007年） - 仙台
- アキレスと亀 (映画)（2008年）
- 釣りバカ日誌19 ようこそ!鈴木建設御一行様（2008年）
- インスタント沼（2009年） - 一ノ瀬千
- 築城せよ!（2009年） - 二本松和子
- 俺俺（2013年） - 南さん
- 武士の献立（2013年）
- 麦子さんと（2013年） - 麻生夏枝
- いきなり先生になったボクが彼女に恋をした（2016年）
- 屍人荘の殺人（2019年） - 高木凛[22]
- ＃ハンド全力（2020年） - マサオの母・由美子
- 喜劇 愛妻物語（2020年、バンダイナムコアーツ） - 菜々美の母 役
- スーパー戦闘 純烈ジャー（2021年） - 赤のオフロディーテ[23][24]
- 大怪獣のあとしまつ（2022年、東映 / 松竹） - 蓮佛 紗百合 役
- コンビニエンス・ストーリー（2022年、東映ビデオ） - 国木田 役[25]
- 君の顔では泣けない（2025年公開予定、ハピネットファントム・スタジオ）[26]

### テレビアニメ
- ミチコとハッチン（2008年） - ジョアンナ・山田

### 舞台
- シティボーイズ・ライブ1994年公演「ゴム脳市場」　大堀こういちらと客演
- スルメが丘は花の匂い（2022年7 - 8月、パルコ・プロデュース）[27]

### MV
- AKB48「言い訳Maybe」 - 教師役
- 柏木由紀「Birthday wedding」（2013年10月）

### ショートフィルム
- パパは冒険家 The Wedding is in three days（2013年10月）